# (7867) Burian
(7867) Burian ist ein Asteroid des inneren Hauptgürtels, der am 20. September 1984 von dem tschechischen Astronomen Antonín Mrkos am Kleť-Observatorium (IAU-Code 046) bei Český Krumlov entdeckt wurde.
Mittlere Sonnenentfernung (große Halbachse), Exzentrizität und Neigung der Bahnebene des Asteroiden ähneln den Bahndaten der Mitglieder der Flora-Familie, einer großen Gruppe von Asteroiden, die nach (8) Flora benannt ist. Asteroiden dieser Familie bewegen sich in einer Bahnresonanz von 4:9 mit dem Planeten Mars um die Sonne. Die Gruppe wird auch Ariadne-Familie genannt, nach dem Asteroiden (43) Ariadne.
(7867) Burian ist nach dem tschechischen Zeichner und Grafiker Zdeněk Burian (1905–1981) benannt, der vor allem für seine Illustrationen von Büchern über prähistorische Tiere und Menschen bekannt ist. Die Benennung von (7867) Burian erfolgte auf Vorschlag der tschechischen Astronomen Miloš Tichý und Jiří Borovička durch die Internationale Astronomische Union (IAU) am 23. Mai 2000.